# Władysław Grabowski (wojskowy)
Władysław Grabowski (ur. 2 sierpnia 1890 w majątku Żadziew, zm. 29 kwietnia 1930 w Poznaniu) – hrabia , pułkownik piechoty Wojska Polskiego.

## Życiorys
Władysław Grabowski urodził się 2 sierpnia 1890 roku w majątku Żadziew, w ówczesnym powiecie święciańskim guberni wileńskiej, w rodzinie Ludwika Konstantego i Marii ze Świętorzeckich. Ukończył szkołę realną Wielkiego Księcia Piotra Oldenburskiego w Petersburgu (7 klas z odznaczeniem) i wstąpił do wojska. 
1 września 1909 roku wstąpił do Pawłowskiej Szkoły Wojskowej w Petersburgu. 6 sierpnia 1911 roku został mianowany podporucznikiem Lejbgwardii i subalternem 5. kompanii Pułku Grenadierów Gwardii w Petersburgu. Od 29 lipca 1914 roku był subalternem i dowódcą wywiadowców w polu. 16 listopada tego roku trafił do szpitala w związku z odmrożeniem szyi, rąk i nóg. 30 kwietnia 1915 roku wrócił do macierzystego pułku i objął dowództwo 5. kompanii. W zastępstwie dowodził również II batalionem pułku. 27 czerwca ponownie znalazł się w szpitalu w następstwie doznanej kontuzji głowy i prawej części ciała. 19 lipca 1915 roku został mianowany porucznikiem Lejbgwardii. Od 3 października znów dowodził 5 kompanią i w zastępstwie II batalionem. 29 sierpnia 1916 roku został mianowany sztabskapitanem Lejbgwardii. 27 września, ranny w rękę i zatruty gazami, po raz trzeci znalazł się w szpitalu. Od 15 stycznia do 1 marca 1917 roku był słuchaczem kursu w oficerskiej Szkole Automobilowej. Następnie ukończył trzymiesięczny kurs w Akademii Wojskowej w Petersburgu.
Od 1 czerwca 1917 roku służył w Naczelnej Kancelarii Komisji Wojskowej Naczelnego Polskiego Komitetu Wojskowego w Petersburgu. W lipcu 1917 roku został mianowany kapitanem piechoty liniowej. W listopadzie tego roku „na zasadzie poprzednich wniosków za odznaczenie w bojach” został mianowany podpułkownikiem ze starszeństwem z 14 września 1916 roku.
Od 20 grudnia 1918 roku w Departamencie I Mobilizacyjno-Organizacyjnym Ministerstwa Spraw Wojskowych.
Od 16 marca 1919 (faktycznie od 22 kwietnia) do 28 maja 1920 dowodził 22 pułkiem piechoty, a następnie Grupą Południową Frontu Poleskiego. Od 1 do 17 czerwca 1920 zastępował na stanowisku dowódcy 59 pułku piechoty wielkopolskiej pułkownika Stanisława Wrzalińskiego, który zachorował i przebywał w szpitalu.
Od 17 czerwca 1920 do lutego 1928 dowodził 62 pułkiem piechoty wielkopolskiej. W międzyczasie (od 4 sierpnia do 27 grudnia 1922) był w zastępstwie dowódcą piechoty dywizyjnej 15 Wielkopolskiej Dywizji Piechoty w Bydgoszczy. 3 maja 1922 został zweryfikowany w stopniu podpułkownika ze starszeństwem z dniem 1 czerwca 1919 roku i 141. lokatą w korpusie oficerów piechoty. 1 grudnia 1924 Prezydent RP Stanisław Wojciechowski na wniosek ministra spraw wojskowych, generała dywizji Władysława Sikorskiego awansował go na pułkownika ze starszeństwem z dniem 15 sierpnia 1924 i 18. lokatą w korpusie oficerów piechoty. 18 lutego 1928 mianowany został dowódcą piechoty dywizyjnej 14 Wielkopolskiej Dywizji Piechoty w Poznaniu.
Zmarł w nocy z 28 na 29 kwietnia 1930 w 7 Szpitalu Okręgowym w Poznaniu na uraz serca . 2 maja 1930 został pochowany na Cmentarzu Garnizonowym w Poznaniu   .
Władysław Grabowski był żonaty z Marią z Siellawów (1900–1970), z którą miał córkę Wandę (ur. 1924).

## Ordery i odznaczenia
- Krzyż Srebrny Orderu Wojskowego Virtuti Militari (1921)[12]
- Krzyż Walecznych[10]
- Złoty Krzyż Zasługi – 10 listopada 1928 „w uznaniu zasług, położonych na polu pracy w poszczególnych działach wojskowości”[13]
- Medal Pamiątkowy za Wojnę 1918–1921[10]
- Medal Dziesięciolecia Odzyskanej Niepodległości[10]
- Odznaka Frontu Poleskiego „Za Męstwo”
- Krzyż Komandorski jugosłowiańskiego Orderu Świętego Sawy[14]
- Medal Zwycięstwa[10]
- Order Świętego Włodzimierza 4 stopnia z mieczami i kokardą
- Order Świętej Anny 2 stopnia z mieczami
- Order Świętego Stanisława 2 stopnia z mieczami
- Order Świętej Anny 3 stopnia z mieczami
- Order Świętego Stanisława 3 stopnia z mieczami i kokardą
- Order Świętej Anny 4 stopnia z mieczami i nadpisem „Za waleczność”
- Medal pamiątkowy 300-lecia Domu Romanowych
- Medal Pamiątkowy Wojny Ojczystej
- Medal „Za pracę przy przeprowadzeniu powszechnej mobilizacji w 1914”